# 大掾資幹
大掾 資幹（だいじょう すけもと）は、平安時代末期から鎌倉時代初期にかけての武将・御家人。馬場に拠点を移したことから馬場資幹（ばば すけもと）とも呼ばれる。また、助幹とも表記される。大掾氏の祖と考えられている。

## 略歴
吉田家幹の次男として誕生。
史料上の初見は建久元年（1190年）に源頼朝が上洛した際に先陣に加わったとされる『吾妻鏡』の記事が初出で、それ以前のことは不明であるが、他の常陸平氏と同様、金砂城の戦い後に頼朝に従ったと思われる。
建久4年（1193年）、常陸平氏の最有力者であった多気義幹が失脚する（建久4年の常陸政変）と、頼朝から義幹の所領と所職を与えられるとともに常陸大掾に任ぜられた。
建保2年（1214年）には国府のある常陸府中の地頭に任ぜられ、常陸中部に勢力を伸ばした。子孫は代々常陸大掾の地位を継承したため、「大掾氏」と称されることになった。
死去した時期は不明であるが、嫡男大掾朝幹の大掾職継承に反発する小田知重が国司である二条定輔を味方に引き入れて異論を挟もうとしたところ、鎌倉幕府執権北条泰時は頼朝の下文通りに朝幹が継ぐべきであるとする裁許を安貞元年（1227年）12月に出しており、資幹の死はその少し前と推測される。

## 資幹と「大掾氏」の成立
中世以降今日に至るまで通説化してきた伝承では、常陸平氏の惣領が大掾職を代々継承してきたものの、建久4年の常陸政変によって多気氏から吉田氏（馬場氏）への惣領と大掾職の交替が行われたとされている。
ところが大掾氏の系譜を見ても、資幹の曽祖父である平為幹を最後に資幹に至るまで大掾に任じられた者の存在を確認できない。更に大掾氏（当時の当主は資幹の子である朝幹）が大掾職を「始祖相承」した主張した初期の文書である安貞元年12月26日付「鎌倉将軍家藤原頼経御教書案」（「常陸国総社宮文書」） でさえ、資幹の大掾職補任は頼朝の下文によるものであったことを事実としている。更に常陸国の国衙（留守所）が発給した文書を見ても確認可能な仁平元年（1151年）以降、在庁官人の責任者である筈の大掾（平氏）の署判はなく、代わりに税所を預かっていた百済氏が目代とともに署判を行っている。大掾の署判が確認できるのは資幹が大掾に就任した後の承元2年（1208年）のものが最初となる。
また、常陸平氏の成立についても、平忠常の乱以降に軍事貴族から在地領主へと立場を低下させていくとともに一族のつながりが希薄化していったとする指摘もなされている。常陸平氏の再編成が行われたのは治承・寿永の乱をきっかけにしたと考えられている。
源頼朝が馬場（大掾）資幹が先祖ゆかりの官職であった常陸大掾に任じたのは、常陸国の国衙機構の掌握とともに資幹を中心として常陸平氏という同族集団を復活（事実上の新生）させて、これを鎌倉幕府の指揮下に置く意図があったと考えられる。また、資幹以降はその子孫による常陸大掾の継承が実際に行われており、馬場（大掾）資幹こそが大掾氏の祖および復活した常陸平氏の最初の棟梁であったとみられている。